# Dehnungsstift

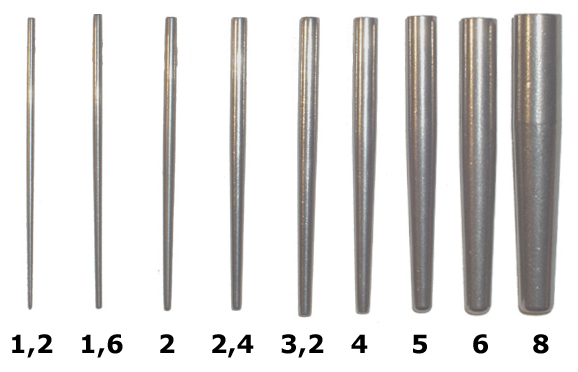
Dehnungsstifte in Millimetern

Ein Dehnungsstift (auch Taper genannt) ist ein konisch verlaufender Hartplastik- oder Metallstift, der sowohl zum Dehnen von Piercings als auch zum leichteren Einführen von Schmuck in bereits fertig gedehnte Piercings verwendet wird. Meist sind sie aus Edelstahl oder Acryl gefertigt.
Dehnungsstifte sind in verschiedenen Größen erhältlich. Sie werden über das größere Ende definiert und haben dort oft eine Hohlstelle oder sind abgeflacht, um den einzuführenden Schmuck besser ansetzen zu können. Ebenso gibt es Dehnstifte, die am breiten Ende ein Gewinde aufweisen, auf das sich der Schmuck aufschrauben lässt, um ihn so nahtlos in das Ohrloch einführen zu können. Ihre Länge variiert zwischen fünf und zehn Zentimetern.
Dehnungsstifte (Taper) dienen ausschließlich der temporären Erweiterung von Piercings und dem Einführen von Schmuck – nicht als dauerhafter Körperschmuck. Ein lang herausragender Stab beeinträchtigt den Tragekomfort und kann bei Bewegung die empfindliche Haut im Stichkanal reizen, was zu Irritationen oder Entzündungen führt. Edelstahl-Taper üben zudem eine unilaterale Zugbelastung aus, die den Kanal verformt, ausdünnt und absinken lässt. Leichtere Acryl-Taper hingegen sind aufgrund ihrer schlechten Sterilisierbarkeit und möglichen Hautunverträglichkeit ebenfalls nicht für langfristiges Tragen geeignet.
Alternativ existieren auch kreisförmige Dehnungssicheln. Diese können während des Dehnvorgangs permanent als Schmuck getragen und langsam nach Belieben nachgeschoben werden.

## Vorgang
Der Dehnungsstift wird zunächst mit Gleitmittel bestrichen und mit der dünneren Seite voran in den Stichkanal eingeführt, der Schmuck wird am Ende des Dehnungsstiftes angesetzt und so nahtlos in den Stichkanal eingebracht. 